# Limopsis hirtella
Limopsis hirtella is een tweekleppigensoort uit de familie van de Limopsidae. De wetenschappelijke naam van de soort is voor het eerst geldig gepubliceerd in 1889 door Rochebrune & Mabille.